# Зальцбург (герцогство)
Герцогство Зальцбург (нем. Herzogtum Salzburg) — цислейтанское государственное образование в составе Австро-Венгрии в 1849—1918 годах. Столица — город Зальцбург.
Архиепископство Зальцбург претерпело секуляризацию в 1803 году и стало Курфюршеством Зальцбург, но вскоре княжество было присоединено к Австрийской империи в 1805 году. После наполеоновских войн территория герцогства входила в состав Верхней Австрии как департамент Зальцах в составе эрцгерцогства Верхняя Австрия.
После революции 1848 года в Австрийской империи, Зальцбург был отделён от Верхней Австрии и было образовано Герцогство Зальцбург в 1849 году, которое стало частью Австро-Венгрии в 1867 году.
С падением династии Габсбургов в 1918 году герцогство Зальцбург вошло в состав Немецкой Австрии, а затем Первой Австрийской Республики.